# Handvest van de Tibetanen in ballingschap
Het Handvest van de Tibetanen in ballingschap, ook wel Grondwet van Tibet genoemd, is de hoogste wet die het functioneren van het Tibetaanse bestuur in ballingschap regelt. De tekst is opgesteld door een speciaal ervoor in het leven geroepen comité dat de herziening van een conceptgrondwet uit 1963 als opdracht had. Het handvest is goedgekeurd door het parlement in ballingschap op 14 juni 1991. Het handvest verving daarmee de conceptgrondwet uit 1963.
Het handvest is opgesteld in de geest van de Universele Verklaring van de Rechten van de Mens en garandeert aan alle Tibetanen gelijkheid voor de wet en het genot van alle rechten en vrijheden zonder discriminatie. In de grondwet worden wetgevende, rechterlijke en uitvoerende macht van elkaar gescheiden. De werking van de grondwet is beperkt tot het functioneren van regering en parlement in ballingschap.

## Achtergrond
Voor de invasie van Tibet was het politieke systeem nog sterk op niet-westerse, spirituele waarden gebaseerd. Aan het begin van de Tibetaanse ballingschap, begin van de jaren zestig, schreef de veertiende dalai lama het concept voor een grondwet die gebaseerd was op westerse democratische principes.
Deze ontwikkeling zette door. In 1990 werd het parlement uitgebreid van 12 naar 46 leden. Het parlement kon een kabinet samenstellen van acht ministers die verantwoording moesten afleggen tegenover het parlement. Op 26 februari 1992 publiceerde de dalai lama zijn project voor een toekomstig Tibet, waarin hij voorstander is van een meerpartijenstelsel. In 2001 verklaarde de dalai lama op verschillende bijeenkomsten dat hij voor Tibet een scheiding wilde van kerk en staat.